# Remich (canton)
Remich este un canton al Luxemburgului în districtul Grevenmacher.
Cantonul conține următoarele comune: 
- Bous
- Burmerange
- Dalheim
- Lenningen
- Mondorf-les-Bains
- Remich
- Schengen
- Stadtbredimus
- Waldbredimus
- Wellenstein

1. ↑   https://statistiques.public.lu/fr/territoire-environnement/index.html Lipsește sau este vid: |title= (ajutor)